# Kottayam-Malabar
Kottayam-Malabar es una ciudad censal situada en el distrito de Kannur en el estado de Kerala (India). Su población es de 19176 habitantes (2011). Se encuentra a 25 km de Kannur y a 71 km de Kozhikode.

## Demografía
Según el censo de 2011 la población de Kottayam-Malabar era de 19176 habitantes, de los cuales 8813 eran hombres y 10363 eran mujeres. Kottayam-Malabar tiene una tasa media de alfabetización del 96,21%, superior a la media estatal del 94%: la alfabetización masculina es del 97,65%, y la alfabetización femenina del 95%.